# Bouatoa
Bouatoa ist ein Ort auf der südlichen Insel des Kuria-Atolls in den zum Inselstaat Kiribati gehörenden Gilbertinseln im Pazifischen Ozean mit einer Landfläche von 0,59 km². 2020 hatte der Ort 235 Einwohner.

## Geographie
Bouatoa ist ein Ort an der Westküste der Südinsel des Atolls von Kuria. Im Norden schließt sich Manenaua, im Süden Tabontebike an.

## Klima
Das Klima ist tropisch heiß, wird jedoch von ständig wehenden Winden gemäßigt. Ebenso wie die anderen Orte des Kuria-Atolls wird Bouatoa gelegentlich von Zyklonen heimgesucht.